# オーバーウォッチ・リーグ
オーバーウォッチ・リーグ（英: Overwatch League、OWL）は、かつてブリザード・エンターテイメントが運営していた『オーバーウォッチ』の国際的なプロeスポーツリーグである。

## 歴史
オーバーウォッチ・リーグは2016年に発表され、アメリカ、ヨーロッパ、アジアの12チームからそれぞれ2000万ドルの参加費を出資し、2018年の開幕シーズンを迎えた。2018年、オーバーウォッチ・リーグに8つの新しいチームが加入、各チームが3500万ドルから6000万ドルを投資した。
2020年、新型コロナウイルス感染症が流行したため、リーグは当初のホームスタンドモデルを中止し、オンラインフォーマットへ移行した。
2021年シーズン中、アクティビジョン・ブリザードのハラスメント問題による訴訟の影響で、リーグのほぼすべてのスポンサーが撤退した。
2022年11月、NetEaseとブリザード・エンターテイメントの間でライセンス契約が終了したため、『オーバーウォッチ』を含むブリザードの一部タイトルが中国本土でサービスを停止した。
2023年、新フォーマットが発表され、東部地域でコンテンダーズチームがオープン予選を通して参戦可能になった。
2023年6月20日、成都ハンターズが解散。オーバーウォッチ・リーグで初めて解散したチームとなった。
2023年7月19日、アクティビジョン・ブリザードが2023年第2四半期決算報告を発表した。報告書によると、シーズン終了後に更新された契約内容に基づいてリーグを継続するかオーナー投票を実施。継続に合意しなかった場合、契約解除料として600万ドルがチームに支払われる。
2024年1月23日、ブリザード・エンターテインメントがリーグの終了を正式に発表した。リーグの終了に伴い、コンテンダーズ、オープンディビジョンなどの下位リーグも廃止される。また、新たな競技シーンとしてオーバーウォッチ チャンピオンズ・シリーズ（OWCS）の開催を発表した。

## チーム
| ダイナスティ インファーナル ドラゴンズ スパーク チャージ | エターナル タイタンズ ショック ヴァリアント グラディエーターズ フューエル アウトローズ レイン メイヘム ジャスティス デフィエント エクセルシオール アップライジング | スピットファイア |

| チーム名                         | 拠点                | 加入年   | オーナー                       | アカデミーチーム      |          |          |          |          |          |          |          |          |
| 東部地域                         | 東部地域            | 東部地域 | 東部地域                       | 東部地域              | 東部地域 | 東部地域 | 東部地域 | 東部地域 | 東部地域 | 東部地域 | 東部地域 | 東部地域 |
| -------------------------------- | ------------------- | -------- | ------------------------------ | --------------------- | -------- | -------- | -------- | -------- | -------- | -------- | -------- | -------- |
| ダラス・フューエル               | ダラス              | 2018     | OpTic Gaming                   | Team Envy             |          |          |          |          |          |          |          |          |
| 広州チャージ                     | 広州市              | 2019     | Nenking Group                  | Ultra Prime Academy   |          |          |          |          |          |          |          |          |
| 杭州スパーク                     | 杭州市              | 2019     | Bilibili                       | Bilibili Gaming       |          |          |          |          |          |          |          |          |
| ソウル・ダイナスティ             | ソウル              | 2018     | Gen.G Esports                  | Gen.G Global Academy  |          |          |          |          |          |          |          |          |
| ソウル・インファーナル           | ソウル              | 2018     | Comcast Spectacor              | Fusion University、T1 |          |          |          |          |          |          |          |          |
| 上海ドラゴンズ                   | 上海市              | 2018     | NetEase                        | Team CC               |          |          |          |          |          |          |          |          |
| 西部地域                         |                     |          |                                |                       |          |          |          |          |          |          |          |          |
| アトランタ・レイン               | アトランタ          | 2019     | Atlanta Esports Ventures       | ATL Academy           |          |          |          |          |          |          |          |          |
| ボストン・アップライジング       | ボストン            | 2018     | Kraft Group                    | Uprising Academy      |          |          |          |          |          |          |          |          |
| フロリダ・メイヘム               | マイアミ–オーランド | 2018     | Misfits Gaming                 | Mayhem Academy        |          |          |          |          |          |          |          |          |
| ヒューストン・アウトローズ       | ヒューストン        | 2018     | Beasley Media Group            | GG Esports Academy    |          |          |          |          |          |          |          |          |
| ロンドン・スピットファイア       | ロンドン            | 2018     | Cloud9                         | British Hurricane     |          |          |          |          |          |          |          |          |
| ロサンゼルス・グラディエーターズ | ロサンゼルス        | 2018     | Kroenke Sports & Entertainment | Gladiators Legion     |          |          |          |          |          |          |          |          |
| ロサンゼルス・ヴァリアント       | ロサンゼルス        | 2018     | Immortals Gaming Club          | なし                  |          |          |          |          |          |          |          |          |
| ニューヨーク・エクセルシオール   | ニューヨーク        | 2018     | NYXL                           | NYXL Academy          |          |          |          |          |          |          |          |          |
| サンフランシスコ・ショック       | サンフランシスコ    | 2018     | NRG Esports                    | O2 Blast              |          |          |          |          |          |          |          |          |
| トロント・デフィエント           | トロント            | 2019     | OverActive Media               | Montreal Rebellion    |          |          |          |          |          |          |          |          |
| バンクーバー・タイタンズ         | バンクーバー        | 2019     | Canucks Sports & Entertainment | なし                  |          |          |          |          |          |          |          |          |
| ベガス・エターナル               | ラスベガス          | 2019     | DM-Esports                     | Eternal Academy       |          |          |          |          |          |          |          |          |
| ワシントン・ジャスティス         | ワシントンD.C.      | 2019     | Washington Esports Ventures    | なし                  |          |          |          |          |          |          |          |          |

- 2023年シーズン時点での参加チーム
- は非アクティブ

## リーグチャンピオンシップ
優勝決定戦はBO7形式で行われる。
| 開催年 | 優勝                       | スコア | 準優勝                         |
| ------ | -------------------------- | ------ | ------------------------------ |
| 2018年 | ロンドン・スピットファイア | 2–0    | フィラデルフィア・フュージョン |
| 2019年 | サンフランシスコ・ショック | 4–0    | バンクーバー・タイタンズ       |
| 2020年 | サンフランシスコ・ショック | 4–2    | ソウル・ダイナスティ           |
| 2021年 | 上海ドラゴンズ             | 4–0    | アトランタ・レイン             |
| 2022年 | ダラス・フューエル         | 4–3    | サンフランシスコ・ショック     |
| 2023年 | フロリダ・メイヘム         | 4–0    | ヒューストン・アウトローズ     |